# Tanytarsus upoluensis
Tanytarsus upoluensis är en tvåvingeart som beskrevs av Ashe 1985. Tanytarsus upoluensis ingår i släktet Tanytarsus och familjen fjädermyggor. Inga underarter finns listade i Catalogue of Life.